# آیروکلند کلاس میناتور
آیروکلند کلاس میناتور (به انگلیسی: Minotaur-class ironclad) یک کلاس از کشتی است که طول آن ۴۰۰ فوت (۱۲۱٫۹ متر) می‌باشد.